# 경상북도안동교육지원청
경상북도안동교육지원청(慶尙北道安東敎育支援廳, Andong Office of Education)은 경상북도교육청 산하 교육지원청이다. 경상북도 안동시 당북동 333-156에 소재해있으며, 안동시를 관할한다.
교육장은 장학관으로 보한다.

## 산하 기관

### 초등학교
| - 길안초등학교 - 길송분교 - 길주초등학교 - 남선초등학교 - 남후초등학교 - 녹전초등학교 - 원천분교 - 대구교육대학교 안동부설초등학교 - 복주초등학교 | - 북후초등학교 - 서선초등학교 - 서후초등학교 - 대흥분교 - 송천초등학교 - 신성초등학교 - 안동강남초등학교 - 안동동부초등학교 - 안동서부초등학교 | - 안동송현초등학교 - 안동영호초등학교 - 안동용상초등학교 - 안동초등학교 - 영가초등학교 - 영남초등학교 - 온혜초등학교 - 와룡초등학교 - 월곡초등학교 - 삼계분교 | - 일직초등학교 - 임동초등학교 - 임하초등학교 - 풍북초등학교 - 풍산초등학교 - 풍천풍서초등학교 |

### 중학교
| - 경덕중학교 - 경안여자중학교 - 경안중학교 - 길안중학교 - 길주중학교 | - 복주여자중학교 - 북후중학교 - 안동여자중학교 - 안동중학교 | - 웅부중학교 - 일직중학교 - 풍산중학교 - 풍천중학교 |